# Споменик ратницима Првог светског рата у Ковиљу
Споменик ратницима Првог светског рата у Ковиљу се налази у парку Лазе Костића у Ковиљу и постављен је 1924. године. Споменик је подигнут у част палим борцима у Првом светском рату, Горњег и Доњег Ковиља. Овај споменик се налази под заштитом државе и представља културно добро од великог значаја.

## Историја и изглед споменика
Споменик је постављен 1924 године. Висина споменика износи скоро четири метра. Споменик је изграђен опеком у бетону. На његовом врху се налази крст, а на прилазној страни је уграђена плоча од сивог гранита, у којој је исписан спомен-текст, са именима четрдесетосморице палих ратника, који су добровољно положили свој живот у одбрани отаџбине у Првом светском рату, у борбама на Добруџи и Кајмакчалану.